# Argaka
Argaka (gr. Αργάκα) – wieś w Republice Cypryjskiej, w dystrykcie Pafos. W 2011 roku liczyła 1078 mieszkańców.